# Dannemora (kommun), New York
Dannemora är en kommun (town) i  Clinton County, New York, USA. Folkmängden uppgick 2020 till 4 037 invånare. Platsen är namngiven efter orten Dannemora i Uppland i Sverige. 
Kommunen Dannemora omfattar administrativt även en ort med samma namn, där den södra delen är belägen i Saranac. Byn har visst kommunalt självstyre (village). Både byn och kommunen ligger väster om gränsen till Clinton County, väster om Plattsburgh.

## Historia
Platsen bosattes först runt 1838.
Ett fängelse invigdes 1845, för att låta fångarna arbeta i lokala gruvor. Fängelset är det tredje äldsta i delstaten New York, går idag under namnet Clinton Correctional Facility efter Clinton County där Dannemora ligger, och är det största högsäkerhetsfängelset i delstaten New York. Här låg även delstatens dödsceller och avrättningsplats från 1892 fram till dess att dödsstraffet i delstaten New York avskaffades 2008.
Kommunen Town of Dannemora bildades 1854 genom utbrytning ur Beekmantown.